# Linia kolejowa nr 138
Linia kolejowa nr 138 – zelektryfikowana, prawie w całości dwutorowa, magistralna linia kolejowa znaczenia państwowego łącząca stację Oświęcim ze stacją Katowice, przebiegająca przez województwo małopolskie i śląskie.